# Alejandra García
Alejandra García  (León, Guanajuato, 1991. május 26. –) mexikói színésznő.

## Élete és pályafutása
1990. június 26-án született Leónban született. 
Elvégezte a Televisa színészképzőjét, a Centro de Educación Artísticát (CEA). 2011-ben az Una familia con suerte című sorozatban megkapta Lupita szerepét. 2012-ben TVyNovelas-díjjal tüntették ki legjobb új színésznő kategóriában. 2013-ban Nadiát alakította a Szerelem zálogba című telenovellában.

## Filmográfia

### Telenovella
| Év        | Eredeti Cím            | Cím                | Szerep                            |
| --------- | ---------------------- | ------------------ | --------------------------------- |
| 2006      | Código postal          |                    |                                   |
| 2008      | En nombre del amor     | A szerelem nevében |                                   |
| 2009      | Un gancho al corazón   |                    |                                   |
| 2011–2012 | Una familia con suerte |                    | Guadalupe 'Lupita' López Torres   |
| 2013–2014 | Lo que la vida me robó | Szerelem zálogba   | Nadia Argüelles Beltrán de Medina |
| 2015      | Que te perdone Dios    |                    | Macaria Rios (fiatal)             |
| 2015      | Amor de Barrio         |                    | Laura Vasconselos                 |

### Film
- El Vuelo del Colibrí (2012) .... Jovencita
- El sueño (2011) .... Miranda
- The Business (2005)

## Díjak és jelölések
TVyNovelas-díj
| Év   | Kategória            | Cím                    | Eredmény |
| ---- | -------------------- | ---------------------- | -------- |
| 2012 | Legjobb új színésznő | Una familia con suerte | Elnyerte |